# Église de Muurame
L'église de Muurame (en finnois : Muuramen kirkko) est une église  située à Muurame  en Finlande. 

## Galerie

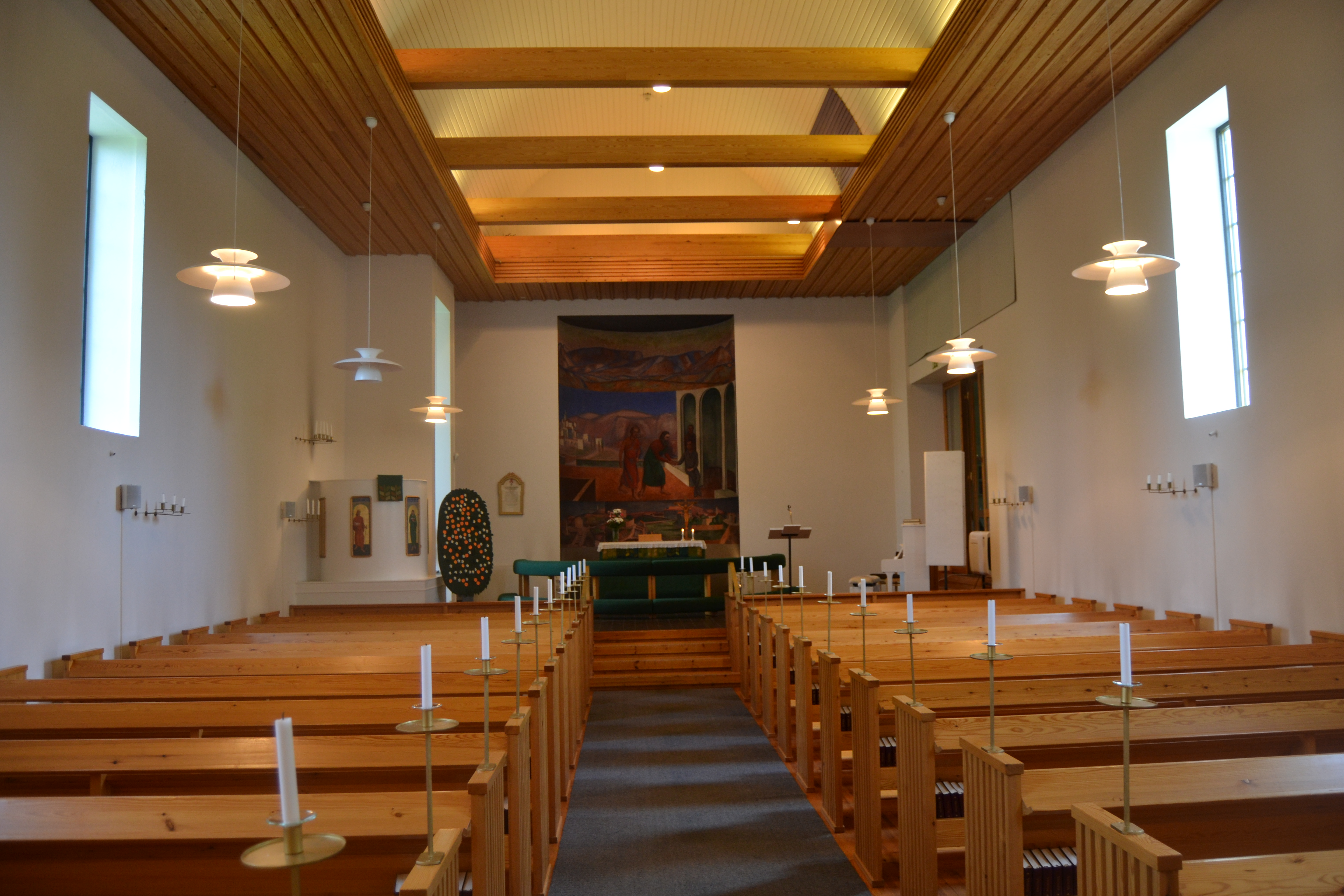
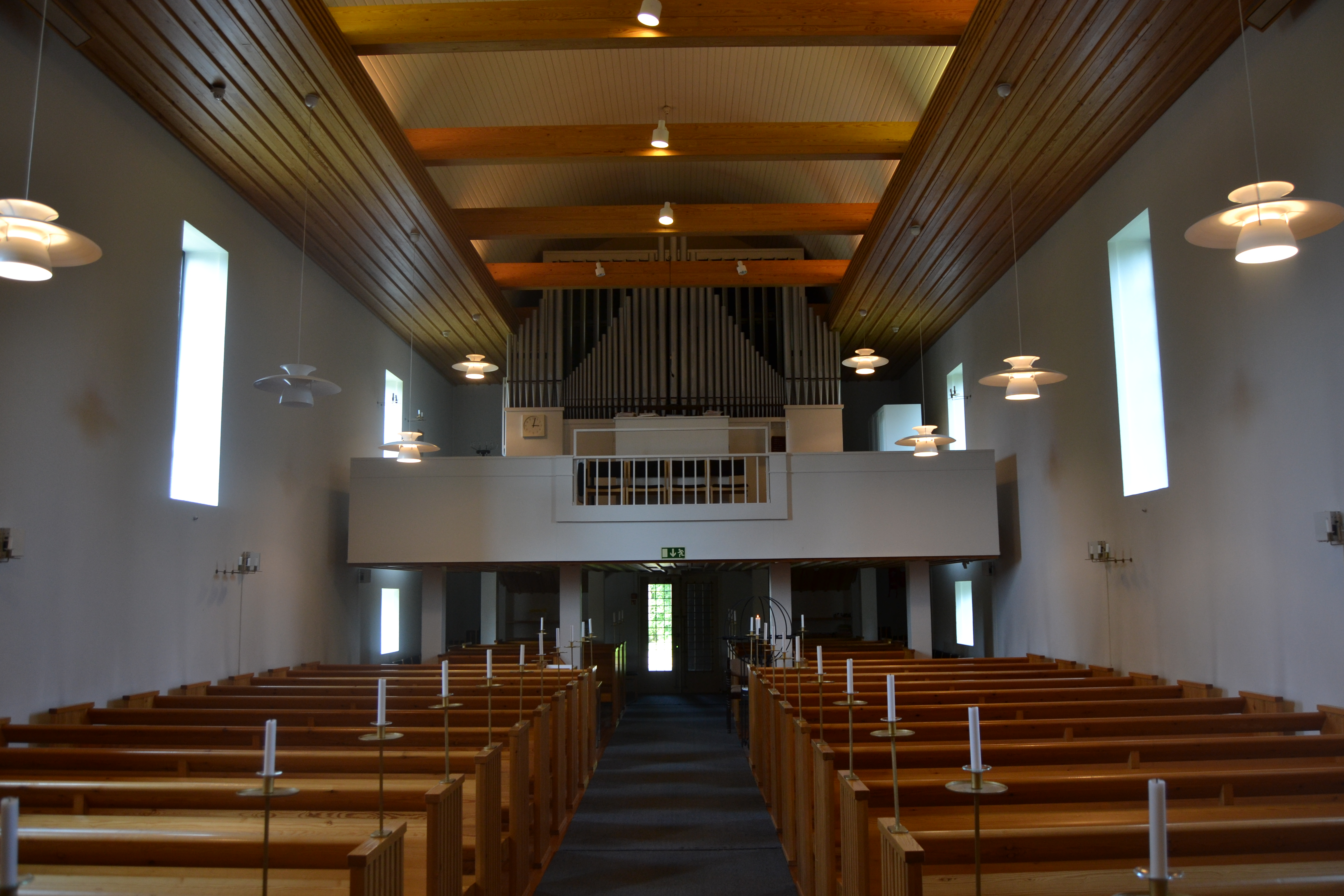

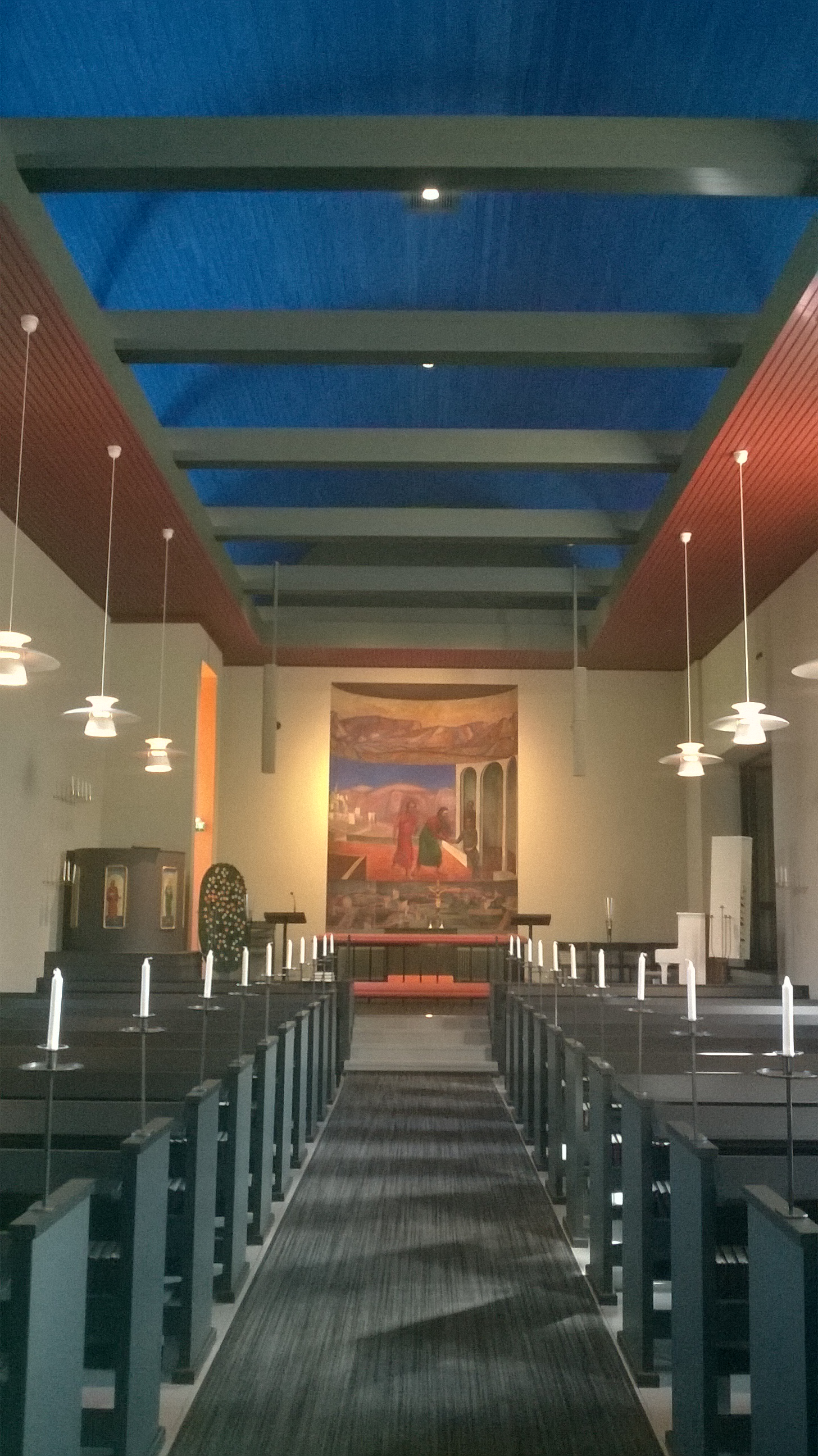
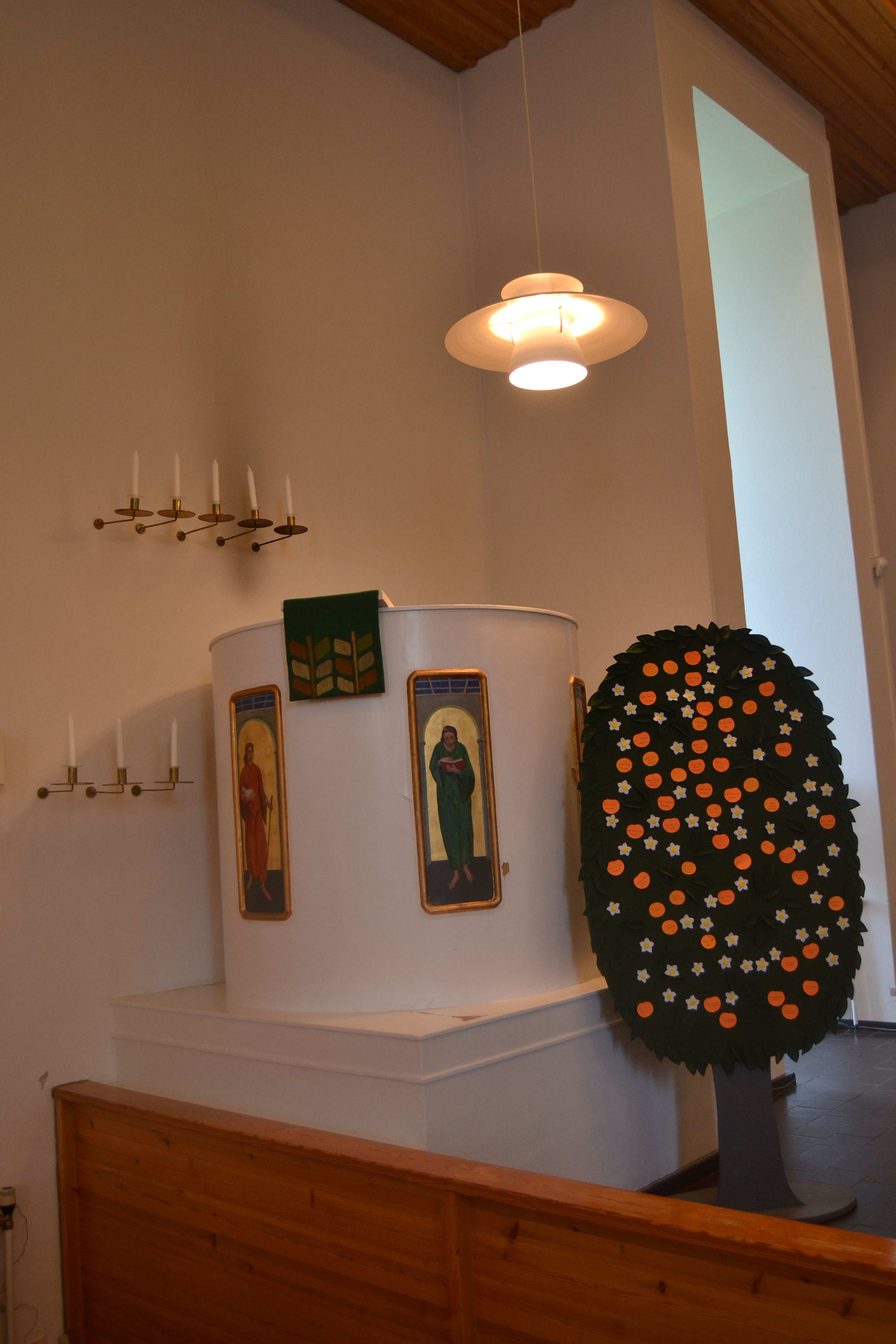